# Piskó
Piskó is een plaats (község) en gemeente in het Hongaarse comitaat Baranya. Piskó telt 296 inwoners (2001).